# Federalne Ministerstwo Transportu
Federalne Ministerstwo Transportu (niem. Bundesministerium für Verkehr, BMV) jest najwyższym organem federalnym odpowiedzialnym za politykę transportową w Niemczech. Ministerstwo zajmuje się koordynacją, planowaniem i realizacją projektów w zakresie transportu drogowego, kolejowego, lotniczego i wodnego.

## Struktura i zadania
Ministerstwo składa się z licznych wyspecjalizowanych departamentów:
- Zentralabteilung (Departament Centralny) odpowiada za administracyjne funkcjonowanie resortu, w tym za sprawy personalne, organizacyjne i prawne. Pełni funkcję wewnętrznego dostawcy usług dla wszystkich lokalizacji ministerstwa.
- Abteilung Haushalt, Beteiligungen prowadzi centralne zarządzanie finansami i nadzoruje udziały federalne powierzone ministerstwu.
- Abteilungen Digital- und Datenpolitik & Digitale Konnektivität zajmują się wspieraniem przyszłych technologii cyfrowych, rozbudową infrastruktury sieciowej oraz kształtowaniem polityki danych. Głównym celem jest przyspieszenie transformacji cyfrowej, wzmocnienie suwerenności cyfrowej Niemiec oraz promowanie innowacyjnych modeli mobilności.
- Abteilung Luftfahrt odpowiada za kwestie związane z lotnictwem cywilnym. Departament współpracuje z ICAO, UE, ECAC i Eurocontrol, dążąc do zapewnienia bezpiecznego, zrównoważonego i dostępnego transportu lotniczego. Szczególną rolę odgrywają tu regulacje bezzałogowych statków powietrznych oraz ochrona klimatu.
- Abteilung Bundesfernstraßen zarządza autostradami i drogami federalnymi, skupiając się na utrzymaniu, modernizacji mostów, rozbudowie sieci i efektywnym wykorzystaniu środków budżetowych.
- Abteilung Wasserstraßen, Schifffahrt odpowiada za federalną infrastrukturę wodną oraz modernizację żeglugi śśrodlądowej i portów. Uwzględnia zmiany klimatyczne, rozwija programy modernizacyjne i współpracuje z instytucjami krajowymi i międzynarodowymi.
- Abteilung Eisenbahnen zajmuje się polityką kolejową oraz modernizacją sieci kolejowej w oparciu o Masterplan Schienenverkehr oraz harmonogram Deutschlandtakt. Wspiera cyfryzację i innowacje w transporcie szynowym.
- Abteilung Leitung, Kommunikation wspiera ministra w planowaniu i koordynacji działań politycznych, zarządza komunikacją medialną, relacjami z parlamentem oraz informowaniem obywateli.
- Abteilung Grundsatzangelegenheiten opracowuje strategie rozwoju transportu, m.in. w ramach Bundesverkehrswegeplan i Mobilitätsstrategie. Zajmuje się promocją alternatywnych napędów i transportu publicznego.
- Abteilung Straßenverkehr reguluje zasady ruchu drogowego, prawa jazdy, rejestracji pojazdów, kwestie techniczne i ekologiczne. Wspiera bezpieczeństwo na drogach, rozwój mobilności rowerowej i pieszej oraz wdrażanie opłat drogowych (Lkw-Maut).

## Siedziba i infrastruktura
Ministerstwo mieści się w zabytkowym budynku przy Invalidenstraße 44 w Berlinie. Obiekt ten powstał w latach 1875–1878 jako Pruska Akademia Górnicza i Instytut Geologiczny. Podczas NRD służył jako Ministerstwo Geologii. W latach 1996–2005 przeszedł gruntowną renowację i rozbudowę. Projekt modernizacji uwzględnił zachowanie historycznej architektury i dostosowanie wnętrz do potrzeb administracji.
Rozbudowa obejmowała dwa nowe budynki połączone przeszklonymi przejściami, z nowoczesnymi salami konferencyjnymi i przestrzenią biurową. Całkowita powierzchnia użytkowa wynosi ponad 20 000 m², a obiekt mieści do 800 stanowisk pracy. 

## Naukowa Rada Doradcza
Przy ministerstwie działa Naukowa Rada Doradcza (Wissenschaftlicher Beirat), utworzona w 1949 roku, jeszcze przed powstaniem RFN. Początkowo podzielona na dwie grupy (gospodarka i technika transportu), skupia obecnie 18 ekspertów o wysokich kompetencjach w dziedzinie polityki transportowej. Rada wspiera ministra poprzez niezależne opinie, analizy i propozycje reform.
Działania Rady obejmują opiniowanie projektów, doradztwo w zakresie strategii transportowej oraz wspieranie polityki zgodnej z aktualnym stanem wiedzy naukowej. Członkowie działają honorowo, a przewodniczącego wybierają co dwa lata spośród siebie.
Rada podejmuje tematy z własnej inicjatywy oraz na prośbę ministra. Jej prace mają charakter interdyscyplinarny i uwzględniają wyzwania związane z klimatem, energią, mobilnością i sprawiedliwością społeczną. Regularnie publikuje swoje stanowiska, które nie odzwierciedlają stanowiska resortu, lecz są niezależnym głosem nauki w debacie publicznej.

## Lista ministrów

### Ministrowie transportu Rzeszy  (1919-1945)
- Johannes Bell(inne języki) (Z) 1919-1920
- Gustav Bauer (SPD) 1920
- Wilhelm Groener 1920-1923
- Rudolf Oeser(inne języki) (DDP) 1923-1924
- Rudolf Krohne(inne języki) (DVP) 1924-1927
- Wilhelm Koch (DNVP) 1927-1928
- Theodor von Guérard(inne języki) (Z) 1928-1929
- Georg Schätzel(inne języki) (BVP, acting) 1929
- Adam Stegerwald (Z) 1929-1930
- Theodor von Guérard(inne języki) (Z) 1930-1931
- Gottfried Reinhold Treviranus (KVP) 1931-1932
- Paul Freiherr Eltz von Rübenach 1932-1937
- Julius Dorpmüller (NSDAP) 1937-1945

### Fedealni ministrowie transportu  (1949-1998)
- Hans-Christoph Seebohm (CDU) 1949-1966
- Georg Leber (SPD) 1966-1972
- Lauritz Lauritzen(inne języki) (SPD) 1972-1974
- Kurt Gscheidle (SPD) 1974-1980
- Volker Hauff(inne języki) (SPD) 1980-1982
- Werner Dollinger (CSU) 1982-1987
- Jürgen Warnke (CSU) 1987-1989
- Friedrich Zimmermann (CSU) 1989-1991
- Günther Krause (CDU) 1991-1993
- Matthias Wissmann (CDU) 1993-1998

### Federalni ministrowie transportu, budownictwa i mieszkalnictwa (1998-2005)
- Franz Müntefering (SPD) 1998-1999
- Reinhard Klimmt (SPD) 1999-2000
- Kurt Bodewig (SPD) 2000-2002
- Manfred Stolpe (SPD) 2002-2005

### Federalni ministrowie transportu, budownictwa i rozwoju miast (2005-2013)
- Wolfgang Tiefensee (SPD) 2005-2009
- Peter Ramsauer (CSU) 2009-2013

### Federalni ministrowie transportu i infrastruktury cyfrowej (2013-2021)
- Alexander Dobrindt (CSU) 2013-2018
- Andreas Scheuer (CSU) 2018-2021

### Federalni ministrowie cyfryzacji i transportu (2021-2025)
- Volker Wissing (bezpartyjny) 2021-2025

### Federalni ministrowie transportu (od 2025)
- Patrick Schnieder (CDU) od 2025